# Amedeo John Engel Terzi
Pour les articles homonymes, voir Terzi.
Amedeo John Engel Terzi est un illustrateur italien, né en 1872 à Palerme et mort en 1956.
Son père est le chevalier Andrea Terzi (en) (1852-1918), lithographe et illustrateur ; son frère est Aleardo Terzi (1870-1943), un affichiste renommé.
Il est engagé par sir Patrick Manson (1844-1922) comme illustrateur à l’école de médecine tropicale de Londres. Il y réalise de très nombreuses illustrations zoologiques, surtout d’insectes parasites, principalement des diptères. Terzi estime qu’il a réalisé 37 000 dessins au cours de sa carrière dans 55 livres et plus de 500 autres publications.

## Source
Peter Mattingly (1976). Amedeo John Engel Terzi, 1872-1956, Mosquito Systematics, 8 (1) : 114-120.